# صلاة جهرية
الصلاة الجهرية في الإسلام هي التي يقرأ فيها الإمام في صلاة الجماعة القرآن الكريم بصوت مسموع يسمعه الناس، ويجهر المصلي فيها؛ لأن النبي محمد ﷺ كان يجهر فيها، وعلى المصلي أن يفعل ما فعله الرسول؛ لقول الله : ﴿لقد كان لكم في رسول الله أسوة حسنة﴾ [الأحزاب:21]، ولأنه عن أَبُو سُلَيْمَانَ مَالِكُ بْنُ الْحُوَيْرِثِ أن رسول الله قال: «صَلُّوا كَمَا رَأَيْتُمُونِي أُصَلِّي، فَإِذَا حَضَرَتِ الصَّلاةُ، فَلْيُؤَذِّنْ لَكُمْ أَحَدُكُمْ، وَلْيَؤُمَّكُمْ أَكْبَرُكُمْ» صحيح البخاري.

## الصلوات الجهرية
الصلوات الجهرية المفروضة:
1. صلاة الفجر.
2. صلاة المغرب (الركعة الأولى والركعة الثانية فقط).
3. صلاة العشاء (الركعة الأولى والركعة الثانية فقط).
4. صلاة الجمعة.

ويجهر المصلي أيضا في صلوات العيدين والكسوف والاستسقاء، ويخير بين الجهر والإسرار في النوافل الليلية، والتوسط بينهما أفضل.

## وصلات خارجية
- مواضع الجهر والإسرار في الصلاة للإمام والمأموم والمنفرد ـ إسلام ويب ـ مركز الفتوى
- الأدلة على الجهر والإسرار في الصلوات الخمس - الإسلام سؤال وجواب